# 12 Heures de Sebring 1963
Navigation
Édition précédente Édition suivante
Les 12 Heures de Sebring 1963 sont la 12e édition de l'épreuve et la 3e manche du championnat du monde des voitures de sport 1963. Elles ont été remportées le 23 mars 1963 par la Ferrari 250P no 30 de la SEFAC Ferrari, pilotée par John Surtees et Ludovico Scarfiotti.

## Circuit

Le Sebring International Raceway, cadre des 12 Heures de Sebring 1963.

Les 12 Heures de Sebring 1963 se déroulent sur le Sebring International Raceway situé en Floride. Il est composé de deux longues lignes droites, séparées par des courbes rapides ainsi que quelques chicanes. Le tracé actuel diffère de celui de l'époque. Ce tracé a un grand passé historique car il est utilisé pour des courses automobiles depuis 1950. Ce circuit est célèbre car il a accueilli la Formule 1.

## Résultats
Voici le classement au terme de la course.
- Les vainqueurs de chaque catégorie sont signalés par un fond jauni.

| 1            | P 3.0    | 30  | SEFAC Ferrari                   | John Surtees Ludovico Scarfiotti                                | Ferrari 250P                    | 209 |
| 2            | P 3.0    | 31  | SEFAC Ferrari                   | Willy Mairesse Nino Vaccarella Lorenzo Bandini                  | Ferrari 250P                    | 208 |
| 3            | P + 3.0  | 18  | NART                            | Pedro Rodríguez Graham Hill                                     | Ferrari 330 TRI/LM              | 207 |
| 4            | GT 3.0   | 24  | Mecom Racing Team               | Roger Penske Augie Pabst                                        | Ferrari 250 GTO                 | 203 |
| 5            | GT 3.0   | 26  | Scuderia Centro Sud (en)        | Carlo-Maria Abate Juan-Manuel Bordeu                            | Ferrari 250 GTO                 | 196 |
| 6            | GT 3.0   | 25  | Rosebud Racing Team             | Richie Ginther Innes Ireland                                    | Ferrari 250 GTO                 | 196 |
| 7            | GT 4.0   | 23  | Kjelle Qvalle                   | Ed Leslie Frank Morrill                                         | Jaguar E-Type Lightweight       | 195 |
| 8            | GT 4.0   | 20  | Briggs Cunningham               | Bruce McLaren Walt Hansgen                                      | Jaguar E-Type Lightweight       | 194 |
| 9            | GT 2.0   | 44  | Porsche System Engineering      | Don Webster Bob Holbert                                         | Porsche 356B Carrera Abarth GTL | 193 |
| 10           | GT 2.0   | 43  | Porsche System Engineering      | Edgar Barth Herbert Linge                                       | Porsche 356B Carrera Abarth GTL | 193 |
| 11           | GT + 4.0 | 12  | Ed Hugus                        | Lew Spencer Ken Miles                                           | Shelby Cobra                    | 192 |
| 12           | P 3.0    | 33  | Donald Healey Motor Co.         | Bob Olthoff Ronnie Bucknum                                      | Austin-Healey 3000              | 187 |
| 13           | GT 3.0   | 28  | NART                            | Joakim Bonnier John Cannon                                      | Ferrari 250 GTO                 | 186 |
| 14           | GT 3.0   | 29  | David Piper                     | Ed Cantrell David Piper                                         | Ferrari 250 GTO                 | 186 |
| 15           | GT 1.6   | 58  | Porsche Car Imports             | Chuck Cassel Don Sesslar                                        | Porsche 356B Carrera Abarth GTL | 185 |
| 16           | GT + 4.0 | 3   | Johnson Chevrolet Co.           | Delmo Johnson Dave Morgan                                       | Chevrolet Corvette Sting Ray    | 182 |
| 17           | GT + 4.0 | 6   | Dixie Motor Co.                 | Jef Stevens Johnny Allen                                        | Chevrolet Corvette Sting Ray    | 181 |
| 18           | GT 3.0   | 32  | NART                            | Charlie Hayes Doug Thiem                                        | Ferrari 250 GTO                 | 179 |
| 19           | GT 4.0   | 21  | Briggs Cunningham               | William Kimberly Paul Richards                                  | Jaguar E-Type                   | 177 |
| 20           | GT 1.6   | 46  | Puerto Rico Racing Team         | Victor Merino Rafael Rosales                                    | Porsche 356B Carrera GT         | 176 |
| 21           | GT 1.3   | 61  | Abarth Corse                    | Tommy Spychiger Teddy Pilette                                   | Abarth-Simca 1300 Bialbero      | 173 |
| 22           | GT 2.5   | 36  | Standard-Triumph Motor Co.      | Peter Bolton (de) Mike Rothschild                               | Triumph TR4                     | 172 |
| 23           | GT 2.0   | 49  | Art Riley                       | Art Riley Nick Cone                                             | Volvo P1800                     | 170 |
| 24           | GT 2.5   | 38  | Standard-Triumph Motor Co.      | Charlie Gates Ed Diehl Bob Cole                                 | Triumph TR4                     | 168 |
| 25           | P 3.0    | 34  | Donald Healey Motor Co.         | Paddy Hopkirk Donald Morley                                     | Austin-Healey 3000              | 166 |
| 26           | P 3.0    | 40  | Keymo Motors                    | Ed Wilson Ralph Salyer Bob Hall                                 | Triumph TRS                     | 165 |
| 27           | GT 2.5   | 42  | Morgan Motor Co.                | Arch McNeill William Clarens Al Rogers                          | Morgan Plus 4                   | 164 |
| 28           | GT + 4.0 | 15  | Shelby American Inc.            | Dan Gurney Phil Hill                                            | Shelby Cobra                    | 163 |
| 29           | GT 1.3   | 59  | Swanson-Durant                  | Art Swanson Ross Durant Bob Richardson                          | Alfa Romeo Giulietta SZ         | 163 |
| 30           | GT 1.6   | 54  | Sports Car Graphic              | Dave Jordan Jerry Titus                                         | Sunbeam Alpine                  | 162 |
| 31           | GT 1.3   | 63  | Canada Track & Traffic Magazine | Norman Namerow Peter Lerch V. Atwell                            | Abarth-Simca 1300 Bialbero      | 160 |
| 32           | GT 2.5   | 37  | Standard-Triumph Motor Co.      | Bob Tullius Bruce Kellner Lew Spencer                           | Triumph TR4                     | 158 |
| 33           | GT 1.6   | 55  | Filippo Theodoli                | Filippo Theodoli William Kneeland                               | Sunbeam Alpine                  | 155 |
| 34           | GT 2.5   | 39  | Genser Forman Distributors      | George Waltman                                                  | Triumph TR4                     | 154 |
| 35           | GT 1.3   | 67T | Duchess Auto Co.                | John Bentley John Gordon                                        | Lotus Elite                     | 151 |
| 36           | GT 1.3   | 66  | Leon Lilley                     | Leon Lilley Ed Graham                                           | Lotus Elite                     | 149 |
| 37           | GT 1.6   | 57  | NART                            | Tom Fleming Harold Baumann Ray Heppenstall                      | Osca 1600GT                     | 139 |
| 38           | GT + 4.0 | 11  | Holman & Moody                  | Jocko Maggiacomo Peter Jopp                                     | Shelby Cobra                    | 117 |
| 39           | GT + 4.0 | 7   | Alan Green                      | Jerry Grant Don Campbell                                        | Chevrolet Corvette Sting Ray    | 46  |
| Abandons     |          |     |                                 |                                                                 |                                 |     |
| 40           | GT + 4.0 | 2   | Grady Davis                     | Ed Lowther Duncan Black M. R. J. Wyllie Don Yenko Dick Thompson | Chevrolet Corvette Sting Ray    | 167 |
| 41           | P 3.0    | 69  | Donald Healey Motor Co.         | John Colgate Clive Baker                                        | Austin-Healey Sebring Sprite    | 161 |
| 42           | P 3.0    | 27  | NART                            | Harry Heuer John Fulp                                           | Ferrari Dino 268SP              | 160 |
| 43           | GT + 4.0 | 4   | Ralph Salyer                    | Roy Kumnick Ralph Salyer                                        | Chevrolet Corvette Sting Ray    | 120 |
| 44           | GT 4.0   | 22  | Briggs Cunningham               | Briggs Cunningham John Fitch                                    | Jaguar E-Type                   | 112 |
| 45           | GT 2.0   | 50  | Autocars Co. Ltd.               | Ed Hessert Henry Swarts                                         | Sabra Sports                    | 90  |
| 46           | GT + 4.0 | 5   | Nickey Chevrolet Co.            | A. J. Foyt Jim Hurtubise                                        | Chevrolet Corvette Sting Ray    | 84  |
| 47           | GT 1.3   | 60  | Abarth Corse                    | Hans Herrmann Mauro Bianchi                                     | Abarth-Simca 1300 Bialbero      | 83  |
| 48           | P + 3.0  | 19  | SEFAC Ferrari                   | Mike Parkes Lorenzo Bandini                                     | Ferrari 330LMB                  | 72  |
| 49           | P 3.0    | 68  | Frederick Royston               | Gordon Browne Grant Clark                                       | Austin Mini-Cooper              | 71  |
| 50           | GT 2.0   | 45  | Brumos Porsche Car Corp.        | Lin Coleman Charlie Kolb                                        | Porsche 356B                    | 67  |
| 51           | GT 1.3   | 64  | Abarth Corse                    | Bob Grossman Ray Cuomo                                          | Abarth-Simca 1300 Bialbero      | 62  |
| 52           | GT + 4.0 | 16  | Shelby American Inc.            | Ken Miles                                                       | Shelby Cobra                    | 56  |
| 53           | P + 3.0  | 10  | Chaparral Cars                  | Bob Donner Ronnie Hissom Hap Sharp                              | Chaparral 1                     | 56  |
| 54           | GT + 4.0 | 14  | Shelby American Inc.            | Dave MacDonald Fireball Roberts                                 | Shelby Cobra                    | 52  |
| 55           | GT 2.5   | 41  | Morgan Motor Co.                | Al Rogers Richard Holquist                                      | Morgan Plus 4                   | 45  |
| 56           | GT 2.0   | 47  | Ecurie Safety Fast              | Jim Parkinson Jack Flaherty                                     | MGB                             | 45  |
| 57           | GT 1.3   | 62  | Abarth Corse                    | Piero Frescobaldi Giampiero Biscaldi                            | Abarth-Simca 1300 Bialbero      | 41  |
| 58           | GT 1.6   | 56  | Robert Publicker                | Burrell Besancon Robert Publicker                               | Osca 1600GT                     | 41  |
| 59           | P 3.0    | 71  | Howard Hanna                    | Howard Hanna Richard Toland                                     | René Bonnet Djet                | 35  |
| 60           | GT 2.0   | 48  | Ecurie Safety Fast              | Denise McCluggage Christabel Carlisle                           | MGB                             | 32  |
| 61           | GT + 4.0 | 17  | George Reed                     | George Reed Nathan Karas                                        | Shelby Cobra                    | 22  |
| 62           | P + 3.0  | 9   | Chaparral Cars                  | Jim Hall Hap Sharp                                              | Chaparral 1                     | 15  |
| 63           | GT + 4.0 | 1   | Grady Davis                     | Dick Thompson Don Yenko                                         | Chevrolet Corvette Sting Ray    | 14  |
| 64           | GT 2.0   | 51  | RM Imports                      | Mark Donohue Jerry Segerman                                     | TVR Grantura                    | 7   |
| 65           | GT 2.0   | 53  | RM Imports                      | George McClure Dick Semko                                       | TVR Grantura                    | 7   |
| Non-partants |          |     |                                 |                                                                 |                                 |     |
| 54           | GT 2.0   | 52  | RM Imports                      | Ben Warren George McClure Dick Semko Jere Moisman               | TVR Grantura                    |     |
| 55           | P 3.0    | T   | Donald Healey Motor Co.         | Bob Olthoff Ronnie Bucknam Paddy Hopkirk Donald Morley          | Austin-Healey 3000              |     |
| 56           | GT 1.3   | 67  | Duchess Auto Co.                | John Bentley John Gordon                                        | Lotus Elite                     |     |